# Eliseo Martín
Eliseo Martín Omenat (ur. 5 listopada 1973 w Monzón) – hiszpański lekkoatleta specjalizujący się w biegach długodystansowych (przede wszystkim w biegu na 3000 metrów z przeszkodami), trzykrotny uczestnik letnich igrzysk olimpijskich (Sydney 2000, Ateny 2004, Pekin 2008). Sukcesy odnosił również w biegach przełajowych.

## Sukcesy sportowe
- wielokrotny medalista mistrzostw Hiszpanii w biegu na 3000 metrów z przeszkodami, w tym trzykrotnie złoty – 1999, 2003[1], 2008[2]

| Rok  | Miasto      | Zawody                                    | Konkurencja                   | Wynik                     |
| ---- | ----------- | ----------------------------------------- | ----------------------------- | ------------------------- |
| 1992 | Seul        | Mistrzostwa świata juniorów               | bieg na 10 000 m              | 7. miejsce                |
| 1998 | Budapeszt   | Mistrzostwa Europy                        | bieg na 3000 m z przeszkodami | 7. miejsce                |
| 1999 | Sewilla     | Mistrzostwa świata                        | bieg na 3000 m z przeszkodami | 6. miejsce                |
| 2000 | Sydney      | Igrzyska olimpijskie                      | bieg na 3000 m z przeszkodami | 6. miejsce                |
| 2001 | Edmonton    | Mistrzostwa świata                        | bieg na 3000 m z przeszkodami | 12. miejsce               |
| 2002 | Monachium   | Mistrzostwa Europy                        | bieg na 3000 m z przeszkodami | 5. miejsce                |
| 2003 | Paryż       | Mistrzostwa świata                        | bieg na 3000 m z przeszkodami | brązowy medal             |
| 2003 | Monako      | Światowy finał IAAF                       | bieg na 3000 m z przeszkodami | 6. miejsce                |
| 2004 | Ateny       | Igrzyska olimpijskie                      | bieg na 3000 m z przeszkodami | 9. miejsce                |
| 2006 | San Giorgio | Mistrzostwa Europy w biegach przełajowych | drużynowo indywidualnie       | brązowy medal 13. miejsce |
| 2007 | Osaka       | Mistrzostwa świata                        | bieg na 3000 m z przeszkodami | 7. miejsce                |
| 2009 | Berlin      | Mistrzostwa świata                        | bieg na 3000 m z przeszkodami | 9. miejsce                |
| 2010 | Barcelona   | Mistrzostwa Europy                        | bieg na 3000 m z przeszkodami | 7. miejsce                |

## Rekordy życiowe
- bieg na 3000 metrów z przeszkodami – 8:09,09 – Paryż 26/08/2003